# Чепо Морели
Чѐпо Морѐли (на италиански: Ceppo Morelli; на пиемонтски: Ciach Moril, Чак Морил, на местен диалект: Cech Muril, Чек Мюрил) е село и община в Северна Италия, провинция Вербано-Кузио-Осола, регион Пиемонт. Разположено е на 753 m надморска височина. Населението на общината е 347 души (към 2010 г.).